# Motlomelo Mkhwanazi
Motlomelo Mkhwanazi (ur. 5 listopada 1994) – sotyjski piłkarz grający na pozycji środkowego obrońcy. Od 2020 roku jest zawodnikiem klubu Bantu FC.

## Kariera klubowa
Swoją karierę piłkarską Mkhwanazi rozpoczął w klubie Sundawana FC. W sezonie 2015/2016 zadebiutował w nim w pierwszej lidze sotyjskiej. W 2019 roku został piłkarzem południowoafrykańskiego Tshakhuma Tsha Madzivhandila FC. Na początku 2020 przeszedł do Bantu FC. W sezonach 2019/2020 i 2022/2023 został z nim mistrzem Lesotho.

## Kariera reprezentacyjna
W reprezentacji Lesotho Mkhwanazi zadebiutował 16 czerwca 2016 w wygranym 1:0 meczu COSAFA Cup 2016 z Malawi, rozegranym w Windhuku.